# Live at the House of Blues (álbum de Tupac)
Tupac: Live at the House of Blues es un álbum en directo de la última actuación del rapero 2Pac. Fue grabado el 4 de julio de 1996 y lanzado el 3 de octubre de 2005, 9 años después de su muerte en 1996. El álbum incluye las canciones "Hit 'Em Up", "2 of Amerikaz Most Wanted" y "So Many Tears", entre otras. Desde su lanzamiento ha vendido un millón de copias y ha sido certificado platino. También incluye actuaciones de raperos como Snoop Dogg, Tha Dogg Pound y Outlawz. Una edición en DVD también está disponible, que contiene el concierto completo y cinco videos musicales extras de los sencillos "California Love", "To Live & Die in L.A.", "Hit 'Em Up", "How Do You Want It" y "I Ain't Mad at Cha".

## Lista de canciones
1. "Ambitions Az a Ridah"
2. "So Many Tears"
3. "Troublesome"
4. "Hit 'Em Up"
5. "Tattoo Tears"
6. "All Bout U"
7. "Never Call U Bitch Again"
8. "Freekin You"
9. "How Do You Want It"
10. "What Would U Do"
11. "Murder Was the Case"
12. "Tha Shiznit"
13. "If We All Gony Fuck"
14. "Some Bomb Azz (Pussy)"
15. "Ain't No Fun (If the Homies Can't Have None)"
16. "New York"
17. "Big Pimpin'"
18. "Do What I Feel"
19. "G'z and Hustlas"
20. "Who Am I (What's My Name)"
21. "Me in Your World"
22. "For My Niggaz and Bitches"
23. "Doggfather"
24. "Gin and Juice"
25. "2 of Amerikaz Most Wanted"

## Extras (DVD)
Videos musicales
1. "California Love [Remix]"
2. "To Live & Die in L.A."
3. "Hit 'Em Up"
4. "How Do You Want It (Concert Version)"
5. "I Ain't Mad at Cha"

## Posiciones en lista
| Lista (2005)                     | Posición máxima |
| -------------------------------- | --------------- |
| Lista de álbumes de Francia      | 179             |
| Billboard 200                    | 159             |
| Billboard Top R&B/Hip Hop Albums | 48              |
| Billboard Top Independent Albums | 11              |